# 별을 향해서
〈별을 향해서〉(일본어: 星をめざして 호시오메자시테[*])는 NEWS의 6번째 싱글이다.

## 개요
활동 재개 후 첫 음원이며, 전작 〈사야엔도/맨발의 신데렐라 보이〉이래 약 1년 만의 싱글이다. 복귀를 기념하여 스페셜 가격으로 일반적인 싱글 CD의 가격과 비교해서 약간 싼 가격으로 판매하였다.
초회 생산 한정반에는 DVD가 봉입되어 2006년 4월 30일에 센다이에서 행해진 〈NEWS SPRING CONCERT TOUR 2006〉 최종 공연의 앵콜 3곡의 모습과 〈별을 향해서〉의 자켓 촬영 메이킹이 수록되어 있다. NEWS의 CD에 DVD가 부록으로 제공되거나 콘서트 영상이 수록되는 일은, 앨범 《touch》 이래 처음이다.
본작으로 NEWS는 메이저 데뷔 싱글 〈희망~Yell~〉로부터 6작 연속으로 오리콘 싱글 차트 1위를 획득하게 되었다.

## 수록곡

### 초회 생산 한정반
CD
1. 星をめざして / 별을 향해서
작사: 나카니시 레이 / 작곡: Peter Bjorklund, Johan Sahlen, Claes Andreasson / 편곡: 아오이 요시키
  - 테고시 유야가 성우를 맡은 워너 브라더스 영화 배급 애니메이션 영화 《해피피트》 (일본어 더빙판)의 이미지 송, 《레코멘!》 (분카 방송) 2007년 2월도 엔딩 테마. 쟈니즈 사무소에 소속하는 그룹에의 제공은, TOKIO 〈AMBITIOUS JAPAN!〉이래가 되는 나카니시 레이가 작사를 담당[1]. 가사의 임팩트의 힘·참신함에 놀란 멤버도 있었지만[2], NEWS에도, 전술한 영화 《해피피트》의 주인공·맘블의 경우에도 거듭할 수 있는[3], 적극적인 내용이다[4]. 작곡은 스웨덴의 음악 제작 팀이 실시해, 아오이 요시키의 편곡에 의해서 피아노와 현악기가 활용되었다. 2007년 3월 9일 방송 《뮤직 스테이션》(TV 아사히 계열)에 출연했을 때, 아 카펠라로부터 시작되는 버전을 피로했다.
2. Boom! Boom! POWER
작사: Shusui / 작곡: Shusui, Stefan Engblom, Axel Bellinder
3. 紅い花 / 붉은 꽃
작사: 이와사 마키 / 작곡: 이시게 토모키 / 편곡: 마에구치 와타루

DVD
1. NEWS SPRING CONCERT TOUR 2006 in SENDAI
  - 夢の数だけ愛が生まれる / 꿈의 수만큼 사랑이 태어난다
  - 裸足のシンデレラボーイ / 맨발의 신데렐라 보이
  - サヤエンドウ / 사야엔도
2. JACKET SHOOTING

### 통상반
1. 星をめざして / 별을 향해서
2. Boom! Boom! POWER
3. Best Friend
작사: 나카무라 타츠시 / 작곡: Marcus Dernulf, Samuel Waermo / 편곡: h-wonder
4. 星をめざして（オリジナル・カラオケ）